# Chrysophyceae
Chrysophyceae, thường được gọi là chrysophytes, chrysomonads, tảo nâu vàng hoặc tảo vàng là một nhóm tảo lớn, được tìm thấy chủ yếu ở nước ngọt. Tảo vàng cũng thường được dùng để chỉ một loài duy nhất, Prymnesium parvum, mà nguyên nhân giết chết cá.
Chrysophyceae không nên nhầm lẫn với Chrysophyta, mà là một đơn vị phân loại rõ ràng hơn. Mặc dù "chrysophytes" là hình thức Anh hóa của "Chrysophyta", nó thường dùng để chỉ Chrysophyceae.